# 小林賢一郎

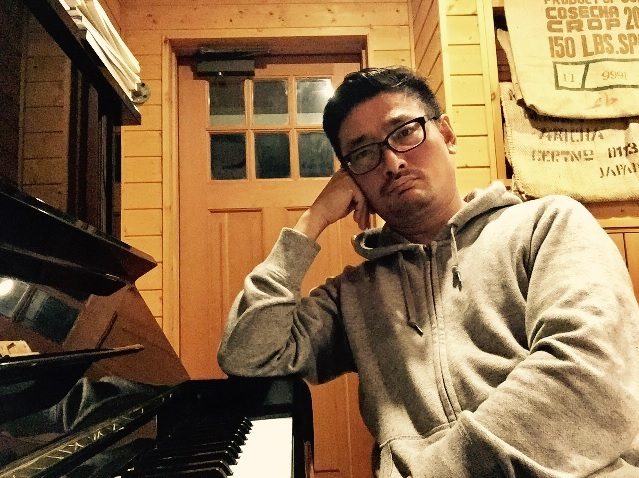

小林 賢一郎（こばやし　けんいちろう 1977年- ）は、日本の調律師、ピアノインストラクター。東京都杉並区生まれ。

## 略歴
3歳よりピアノをはじめる。東京都立杉並高等学校、洗足学園音楽大学卒業。フリーミュージシャンを経て三菱東京UFJ銀行子会社に就職。会社勤めの傍ら夜学で専門学校に通い調律師となる。MONDO GROSSOほか多数アーティスト、作曲家、コンサート、レコーディング等の調律を担当している。島村楽器テクニカルアカデミー常任講師。日本ピアノ調律師協会正会員。

## 関係先
- avex
- LDH (芸能プロダクション)
- スタインウェイ・アンド・サンズ
- ヤマハ
- 河合楽器製作所
- 島村楽器

## サポートほか
- 映画「羊と鋼の森」撮影協力
- MONDO GROSSO アルバム「Attune/Detune」ピアノ調律担当
- 雑誌「NAVI CARS(ナビカーズ)」[2]2018年5月26日号掲載
- キャリアデザイン支援サイト「未来スケープ」[3]掲載
- ジョージア (缶コーヒー)「働キング：調律師編」出演(配信終了)